# Le cose che vivi (singolo)
Le cose che vivi è un brano musicale della cantante italiana Laura Pausini. È il 2° singolo estratto il 2 dicembre 1996 dall'album Le cose che vivi.

## Descrizione
La musica è composta da Giuseppe Carella, Fabrizio Baldoni e Gino De Stefani; il testo è scritto da Cheope; l'adattamento spagnolo è di Badia, quello portoghese è di Cláudio Rabello.
La canzone viene tradotta in lingua spagnola con il titolo Las cosas que vives, inserita nell'album Las cosas que vives ed estratta come 2° singolo in Spagna e in America Latina.
La canzone viene tradotta anche in lingua portoghese con il titolo Tudo o que eu vivo, inserita nell'album Le cose che vivi per il mercato brasiliano. Questa versione non viene estratta come singolo in Brasile e pertanto non è pubblicata su supporto audio, non viene trasmessa in radio e non è presente il videoclip.
Vengono quindi trasmessi in radio e realizzati i videoclip dei 2 brani in lingua italiana e in lingua spagnola.
Nel 1999 i videoclip di Le cose che vivi e di Las cosas que vives vengono inseriti nelle 2 VHS Video collection 93-99.

## Il videoclip
Il videoclip (in lingua italiana e in lingua spagnola), diretto dal regista Alberto Colombo e girato a Miami, percorre parti della giornata di Laura Pausini.

## Tracce
CDS - Promo 000461 Warner Music Italia (1996)
1. Le cose che vivi

CDS - Promo 000462 Warner Music Spagna (1996)
1. Las cosas que vives

CDS - Promo 175079 Warner Music Europa (1996)
1. Le cose che vivi
2. Inolvidable

CDS - 0630175082 Warner Music Europa (1996)
1. Le cose che vivi
2. Inolvidable
3. 16/05/74 (Italian Version)
4. Le cose che vivi (Radio Edit)

CDS - 1042 Warner Music Messico (1996)
1. Las cosas que vives (Tullio Radio Edit)
2. Las cosas que vives (Dance Mix)
3. Le cose che vivi (Original Radio Mix One)
4. Las cosas que vives (Original Radio Mix Two)
5. Las cosas que vives (Fabio B Mix)

CDS - Promo 01897 Warner Music Brasile (1996)
1. Le cose che vivi (Radio Dance Edit)
2. Le cose che vivi (Extend Dance Mix)
3. Las cosas que vives (Cuca's Night Mix Edit)
4. Las cosas que vives (Cuca's Night Extend)
5. Las cosas que vives (Euro Dance Edit)
6. Las cosas que vives (Euro Dance Extend)

Download digitale
1. Le cose che vivi
2. Las cosas que vives
3. Tudo o que eu vivo

## Pubblicazioni
Le cose che vivi viene inserita anche nell'album The Best of Laura Pausini - E ritorno da te del 2001; in una versione rinnovata nell'album 20 - The Greatest Hits del 2013 in lingua italo-portoghese (Le cose che vivi/Tudo o que eu vivo) in duetto con la cantante brasiliana Ivete Sangalo; in versione Live nel DVD Live 2001-2002 World Tour del 2002 (video), negli album Live in Paris 05 del 2005 (audio e video), San Siro 2007 del 2007 (video), Laura Live World Tour 09 del 2009 (audio e video) e Fatti sentire ancora/Hazte sentir más del 2018 (Medley Pop video).
Las cosas que vives viene inserita anche nell'album Lo mejor de Laura Pausini - Volveré junto a ti del 2001 e in una versione rinnovata nell'album 20 - Grandes Exitos del 2013 in lingua spanglo-portoghese (Las cosas que vives/Tudo o que eu vivo) in duetto con la cantante brasiliana Ivete Sangalo.

## Interpretazioni dal vivo
Il 6 marzo 2014 Laura Pausini esegue il brano Le cose che vivi/Tudo o que eu vivo in versione live in duetto con la cantante brasiliana Ivete Sangalo, al The Theater at Madison Square Garden di New York, tappa del The Greatest Hits World Tour 2013-2015.

## Crediti
- Laura Pausini: voce
- Andrea Braido: chitarra elettrica
- Riccardo Galardini: chitarra elettrica, chitarra acustica
- Nathan East: basso elettrico
- Massimo Pacciani: batteria
- Steve Ferrone: batteria
- Eric Buffat: tastiera, cori
- Emanuela Cortesi: cori
- Paola Folli: cori
- Kate Humble: cori
- Carole Cook: cori
- Nick Holand: cori
- Monica Reed: cori
- Ola Onabule: cori
- Cani Gonzalez Fernandez: cori
- Juan Pedro Alcala: cori
- Richelieu Morris Leire: cori
- Luca Jurman: cori
- Alex Baroni: cori
- Monica Magnani: cori
- London Symphony Orchestra: orchestra

## Classifiche
Posizioni massime
| Classifica (1997)            | Posizione |
| ---------------------------- | --------- |
| Paesi Bassi                  | 99        |
| Stati Uniti (Latin Song)     | 6         |
| Stati Uniti (Latin Pop Song) | 1         |

## Cover
Nel 2008 la cantante Marina Barone realizza una cover di Le cose che vivi inserendola nell'album compilation Filorossonero.